# دیمین دوسو
دیمین دوسو (انگلیسی: Damien Dussaut؛ زادهٔ ۸ نوامبر ۱۹۹۴) بازیکن فوتبال اهل فرانسه است.
از باشگاه‌هایی که در آن بازی کرده‌است می‌توان به باشگاه فوتبال دینامو بخارست، باشگاه فوتبال والنسین، باشگاه فوتبال استاندارد لیژ، و باشگاه فوتبال سنت ترویدنس اشاره کرد.
وی همچنین در تیم‌های ملی فوتبال زیر ۱۹ سال فرانسه و زیر ۲۰ سال فرانسه بازی کرده‌است.